# Parte di Mezzogiorno
La Parte di Mezzogiorno è una delle due fazioni del Gioco del Ponte di Pisa.

## Caratteristiche
È collocata a sud del fiume Arno ed è suddivisa in sei magistrature. Il motto è Ultra dimidium. Dal 1982 (anno della ripresa del gioco) al 2024 conta 13 vittorie.

Attualmente il Generale è Sergio Mantuvano.

## Le sei Magistrature
Sant'Antonio 
Il quartiere di S. Antonio va da corso Italia lato ovest a Lungarno Gambacorti e Sonnino. Comprende il quartiere di Porta a Mare fino alla via Aurelia; la linea ferroviaria Pisa – Livorno – Roma segna il confine estremo sud.
 San Martino 
Il quartiere di S. Martino va da Corso Italia lato est Lungarno Galilei e Lungarno Fibonacci. Comprende tutto il vecchio quartiere di Kinzika, Porta Fiorentina fino al villaggio “La Cella” compreso, con limite a sud la Stazione ferroviaria di via Corridoni.
 San Marco 
Comprende tutto il quartiere di S.Marco fino al confine con Sant Ermete, il quartiere di San Giusto fino alla ferrovia e il confine sud con l’aeroporto.
 Leoni 
Comprende i quartieri di: Sant’Ermete, Putignano, Riglione, Oratoio, Ospedaletto, Le Rene, Coltano. Fino al confine con il comune di Cascina e fino al confine con il comune di Livorno.
 Dragoni 
Va dall’Aurelia verso il mare, comprendendo il Lungarno D’Annunzio, La Vettola e San Piero a Grado.
 Delfini 
Il territorio della Magistratura possiede Marina di Pisa, Tirrenia, il Calambrone fino al confine con il comune di Livorno

## Gemellaggi
- Nobile Contrada dell'Oca - Palio di Siena